# Рамний міст

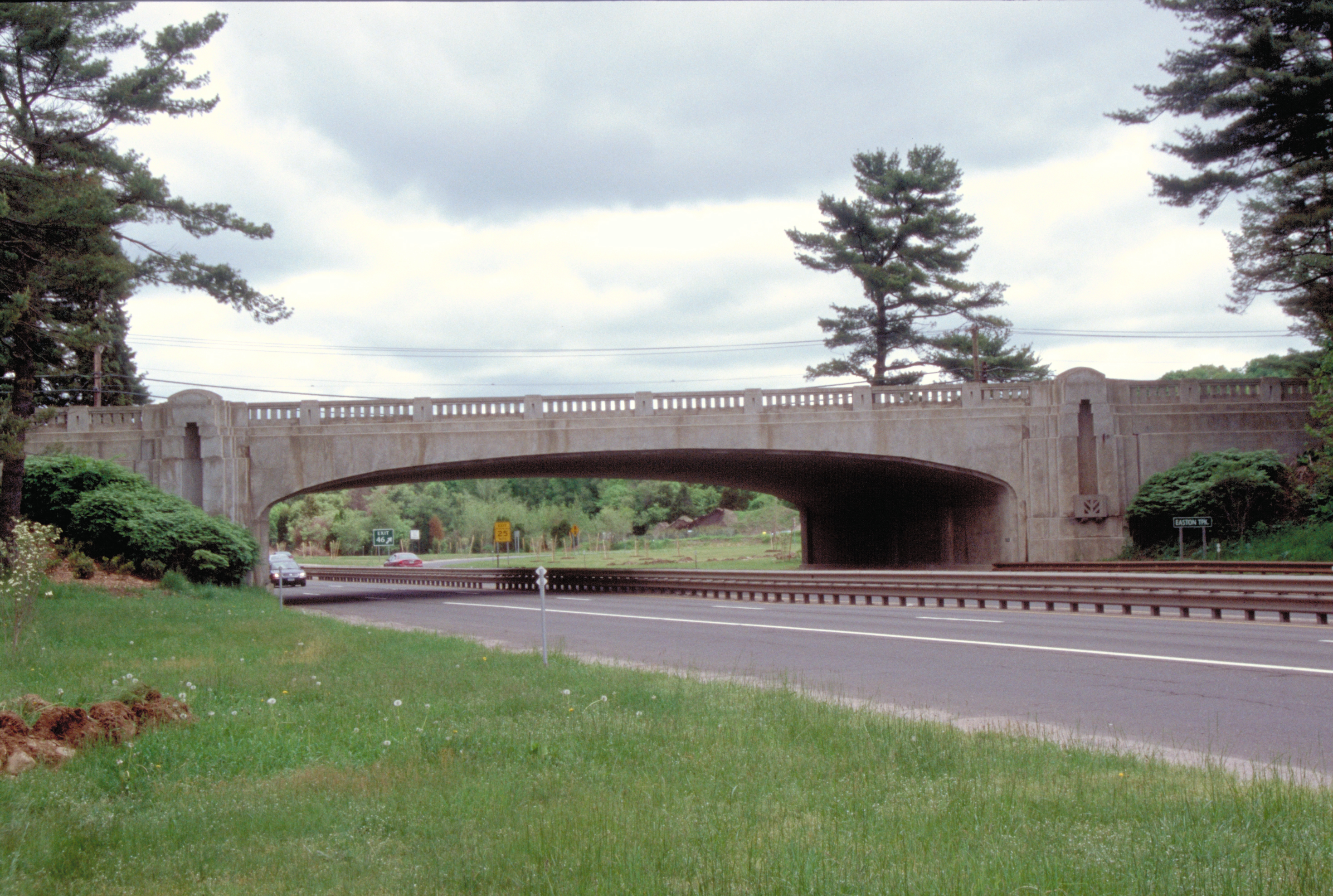
Бетонний рамний міст жорсткої конструкції (США)

Ра́мний міст (англ. rigid-frame bridge) — міст, статична схема якого являє собою раму. У рамних мостах прогонові споруди і опори (стояки) жорстко сполучені між собою. Опори рамних мостів сприймають поздовжні зусилля стиску та згинальні моменти, що зменшує зусилля в балках прогонової споруди й дозволяє робити їх меншої висоти.

## Конструктивні особливості та різновиди
Розрізняють прості рамні мости одно- і багатопрогонові. Прогонові споруди мостів такого типу мають вигляд балок (ригелів) жорстко з'єднаних з мостовими опорами — стояками або колонами.

Рамні конструкції мостів: а) прості рамні системи; б) рамні системи з похилими стійками

Прості рамні системи мостів застосовують при прогонах 30…60 м. Зважаючи на спільну роботу прогонових споруд з опорами згинальні моменти в елементах прогонових спорубуд зменшуються. Це дозволяє зменшити будівельну висоту пролітних соруд. Досить поширеними є рамні мости з похилими стійками.
Є також рамно-підвісні (рамно-балочні) мости — з балками, підвішеними до кінців ригелів, і мости рамно-консольні — з Т-подібних рам, з'єднаних посередині прогону шарніром. Щоб зменшити чутливість до осідання опор, у деяких рамних мостах шарніри влаштовують як в ригелях, так і у стояках.

Рамно-балочна (а) і рамно-консольна (б, в) системи мостів

Прогони l таких систем можуть бути в межах від 40 до 150 м. У ригелях Т-подібних рам виникають лише від'ємні згинальні моменти, а в підвісних розрізних прогінних спорудах — лише додатні. Опори цих рам від дії вертикальних навантажень передають на основу вертикальне зусилля і згинальний момент.
Рамно-консольні системи з Т-подібними рамами, шарнірно зв'язаними між собою, застосовують для прогонів 60…200 м. Опори мостів цієї системи передають на основу ще й горизонтальне зусилля. Консолі рам можуть бути замонолічені, у цьому випадку виходить багатопрогонова рамна система з прогонами до 250 м.
Побудовані також мости особливої рамно-консольної системи, Т-подібні рами яких складаються з двох піварок, зв'язаних затяжкою у рівні проїзної частини. Т-подібні рами шарнірно зв'язані між собою в середині прольоту. У мостах такої системи отримані прогони до 120 м.
Матеріалом для рамних мостів служить переважно залізобетон, рідше — сталь. Поперечний переріз прогонових споруд невеликих рамних мостів буває суцільний, ребристий або коробчастий, у великих рамних мостах застосовують в основному балки коробчастого перерізу.
Розглянуті рамні системи можливо зводити навісним бетонуванням або навісним монтажем.

## Переваги та недоліки
Перевагами рамної системи є невелика будівельна висота і збільшений в порівнянні з балковими системами підмостовий простір. Все це робить рамні конструкції зручними для шляхопроводів і естакад. Також дана система може застосовуватися в гірських умовах через те, що там в силу особливостей рельєфу не можна знизити рівень проїзду. Недоліками рамної системи є складність будівництва й чутливість до ґрунтів.